# Citromfűolaj

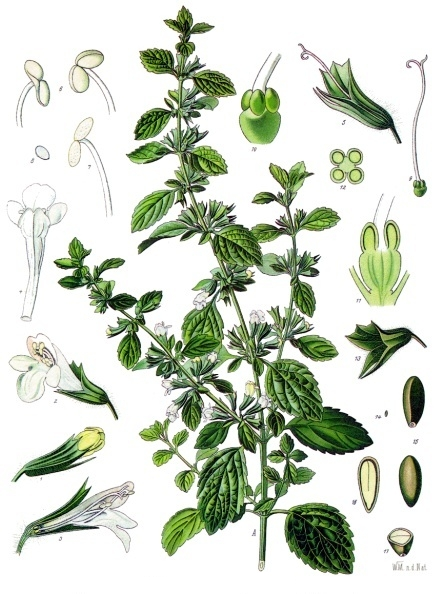
citromfű

A citromfűolaj (Aetheroleum melissae), a citromfű (Melissa officinalis) leveleiből készített, ideg- és szívnyugtató, görcsoldó illóolaj.

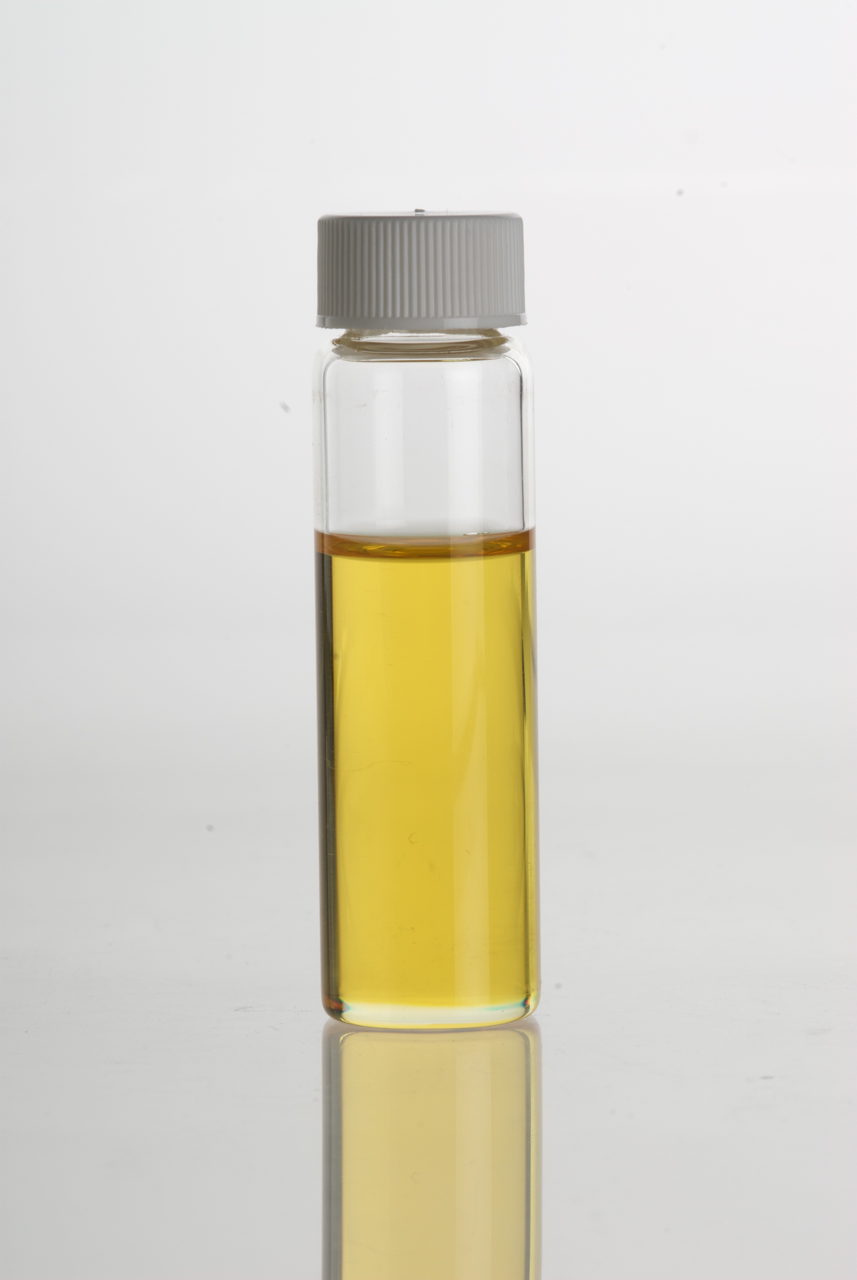

## Az olaj
A spanyol citromfű tartalmazza a legtöbb illóolajat. Az illóolajhozam elég kicsi és tág határok között mozog, ez általában 0,01-0,8%. Az olaj színtelen vagy halványsárga, citromos illatú. Főbb alkotórészei a citrál és a citronellál (40-70%), valamint a linalool, a geraniol és a citronellol. Az illóolaj a citrálnak köszönhetően erős fertőtlenítő, antibakteriális és antivirális hatású, emellett nyugtató, vérnyomáscsökkentő és gyulladáscsökkentő hatásai is említést érdemelnek.

## Felhasználása

### Ételek-italok
A citromfűolaj alapanyaga a tisane-nak és a különböző jégkrémeknek is, a leggyakoribb felhasználási módja a gyógyteák köre. A citromfű leveleit zölden saláták ízesítésére is használják.

### Gyógyászati felhasználása
A citromfűolajat már az ókortól kezdve használták a gyógyításban. A Benedek-rendi apátságokban Európa szerte elterjedt a középkorban. A svájci Paracelsus által készített karmelitavíz egyik fő hatóanyaga is citromfű volt.
Ma a citromfűolaj szinte mindegyik szúnyog és moszkitó elleni bőrkrémben megtalálható, erős szaga elriasztja a rovarokat. A citromfűolaj hatásos a nyugtalanság, szorongás, emésztési zavarok, fejfájás, köhögés és reuma ellen is. A felsorolt panaszok kezelésére aromalámpából vagy alvópárnából elpárologtatva, masszázs- vagy fürdőolaj, ill. fejfájás csillapítására alkalmas bedörzsölőszerek alkotórészeként használják a leggyakrabban. Az említettek mellett fontos alkotórésze lehet a meghűlés elleni és emésztésjavító cseppeknek, fertőzés, ízületi és izomfájdalom, visszér panaszok gyógyításában, ill. a változókori tünetek kezelésére alkalmas készítményeknek, de hatóanyagául szolgálhat a herpesz kezelésére szánt ecsetelőszereknek is. Antibakteriális tulajdonsága miatt a modern orvostudomány ma is kitartóan vizsgálja a növény egyéb felhasználási lehetőségeit. Fontos illatszer alapanyag is. Keverhető gerániummal, ilang-ilanggal, levendulával, narancsvirággal.

## Ellenjavallat
A citromfűolajat mindig nagyon körültekintően és kis mennyiségben kell adagolni, mivel külső túladagolás esetén irritálhatja a bőrt. A citromfűolaj fototoxikus, ezért csak este, éjszaka vagy védőruházat alatt szabad használni. Napfény hatására sötét foltok jelennek meg a bőrön, mert az olaj összetevői növelik a bőr fényérzékenységét.